# 拜拉奇基
48°23′18″N 38°35′57″E / 48.38833°N 38.59917°E
拜拉奇基（烏克蘭語：Байрачки）是位於烏克蘭東部的市級鎮，由盧甘斯克州阿爾切夫斯克區的阿爾切夫斯克市鎮負責管轄。該鎮始建於1954年，海拔高度269米，面積0.79平方公里，海拔高度268米，2010年人口971，人口密度每平方公里1,229.11人。